# Louis d'Albret
Louis d'Albret (Francia, 22 de diciembre de 1422 - Roma, 4 de septiembre de 1465) fue un eclesiástico francés.

## Biografía

Armas de los Albret.

### Familia
Nacido en el seno de la Casa de Albret de Gascuña, que estaba emparentada con la casa real de Francia, fue hijo de Charles d'Albret, que fue consejero del rey Carlos VII, y de Anne d'Armagnac, que era hija del condestable de Francia Bernard VII.  
Tuvo varios hermanos: Jean, que como primogénito sucedió en los estados del padre, Arnaud Amanieu, Charles, Marie e Isabelle.

### Carrera eclesiástica

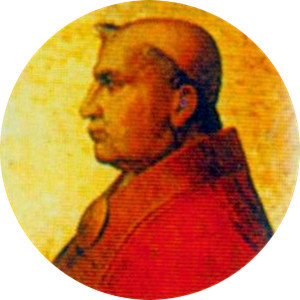
Pío II.

Elegido obispo de Aire en 1445, en principio como administrador por no tener la edad canónica requerida, en 1460 fue transferido a la diócesis de Cahors.

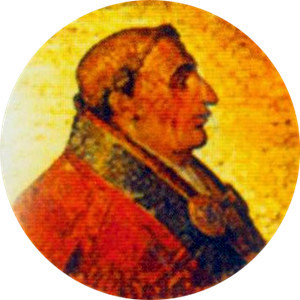
Paulo II.

Presentado por el rey Luis XI, el papa Pío II le creó cardenal en el consistorio del 18 de diciembre de 1461 con título de Santos Marcelino y Pedro.  En tal condición participó en el cónclave de 1464 en que fue elegido papa Paulo II.

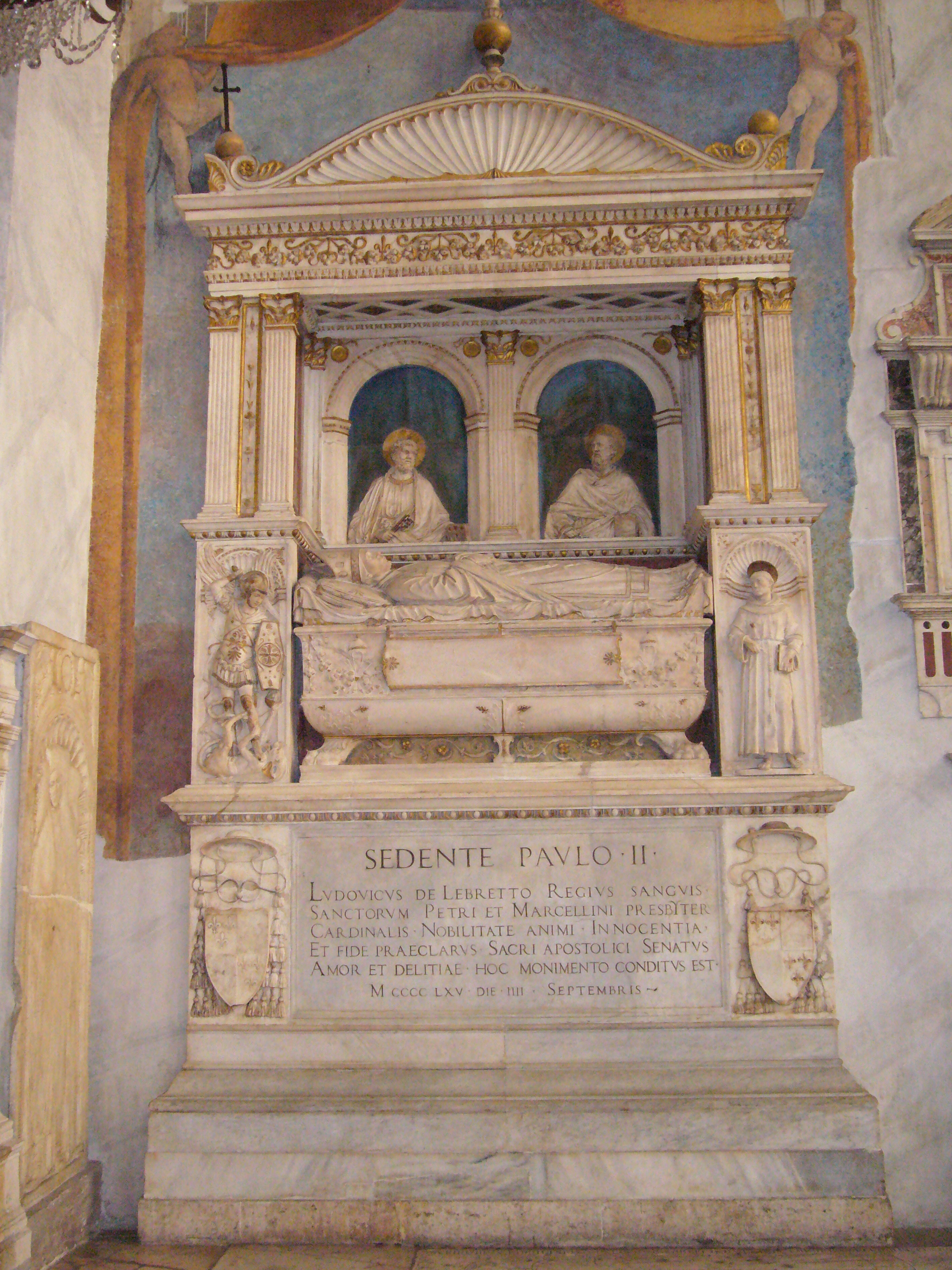
Sepultura del cardenal D'Albret.

Nombrado obispo de Tarbes y camarlengo del Colegio Cardenalicio en enero de 1465, murió en Roma en septiembre de ese mismo año a los cuarenta y dos de edad.  Fue sepultado en la Basílica de Santa María en Aracoeli.